# Mr. Imperium
Mr. Imperium is een Amerikaanse film uit 1951 onder regie van Don Hartman. De film is gebaseerd op een toneelstuk van Edwin H. Knopf en kreeg slechte kritieken nadat hij werd uitgebracht.

## Verhaal
Een man die zichzelf "Mr. Imperium" noemt is een kroonprins. Hij valt voor een zangeres en ze krijgen een kortdurende gepassioneerde relatie. Als zijn premier hem dwingt te vertrekken, zien ze elkaar twaalf jaar lang niet meer. Ondertussen wordt de kroonprins koning en de zangeres wordt actrice onder de artiestennaam Fredda Barlo. Ze ontmoeten elkaar opnieuw in een hotel en er bloeit opnieuw een relatie op. Echter, Fredda heeft al een relatie. Overwint hun liefde alles of gaan ze terug naar hun oude bestaan?

## Rolverdeling
| Acteur           | Personage                   |
| ---------------- | --------------------------- |
| Lana Turner      | Fredda Barlo                |
| Ezio Pinza       | Koning Alexi (Mr. Imperium) |
| Marjorie Main    | Mevrouw Cabot               |
| Barry Sullivan   | Paul Hunter                 |
| Cedric Hardwicke | Bernand                     |
| Debbie Reynolds  | Gwendolyn 'Gwen'            |
| Ann Codee        | Anna Pelan                  |